# Operatortopologie
Operatortopologien werden im mathematischen Teilgebiet der Funktionalanalysis untersucht. Es handelt sich um verschiedene Topologien auf dem Raum der stetigen, linearen Operatoren auf einem Hilbertraum. 
Diese Topologien sind besonders für unendlichdimensionale Hilberträume von großem Interesse, da sie für endlichdimensionale Hilberträume mit der Normtopologie zusammenfallen und dort somit entbehrlich sind. Daher sei im Folgenden {\displaystyle H} stets ein unendlichdimensionaler Hilbertraum und {\displaystyle L(H)} bezeichne die Algebra der stetigen linearen Operatoren auf {\displaystyle H}.

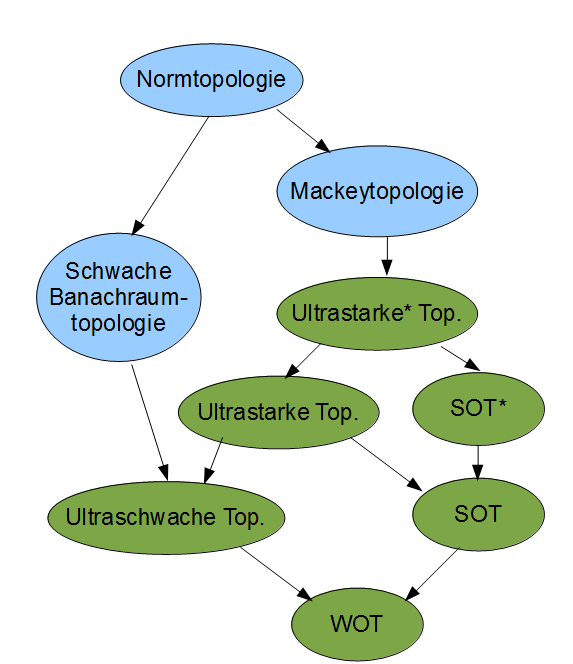
Die Operatortopologien im Überblick, Pfeile zeigen von feineren auf gröbere Topologien

## Normtopologie
Die Operatornorm, die jedem Operator {\displaystyle A\in L(H)} den Wert
{\displaystyle \|A\|:=\sup _{x\in H,\,\|x\|\leq 1}\|Ax\|}
zuordnet, definiert eine Normtopologie auf {\displaystyle L(H)}. 
Sie macht {\displaystyle L(H)} zu einer Banachalgebra, mit der Adjunktion als Involution zu einer C*-Algebra, sogar Von-Neumann-Algebra.
Neben dieser Normtopologie wird zur Untersuchung von {\displaystyle L(H)} bzw. darin enthaltenen Operatoralgebren eine Reihe weiterer sogenannter Operatortopologien herangezogen. Es handelt sich dabei jeweils um lokalkonvexe Topologien, die im Folgenden durch eine definierende Familie {\displaystyle {\mathcal {P}}} von Halbnormen beschrieben werden. Ein  Netz {\displaystyle (A_{i})_{i\in I}} von Operatoren konvergiert in dieser Topologie genau dann gegen ein {\displaystyle A\in L(H)}, wenn {\displaystyle p(A-A_{i}){\xrightarrow[{i\in I}]{}}0} für alle {\displaystyle p\in {\mathcal {P}}}.

## Schwache Topologie

### Halbnormen
Wie jeder Banachraum trägt auch {\displaystyle L(H)} eine schwache Topologie. Diese ist durch das System der Halbnormen
{\displaystyle p(A):=|f(A)|,\quad f\in L(H)'}
gegeben. Dabei ist {\displaystyle L(H)'} der Dualraum von {\displaystyle L(H)}.

### Anmerkung
Da man die stetigen, linearen Funktionale auf {\displaystyle L(H)} (im Allgemeinen) nicht gut beschreiben kann und da die Einheitskugel in {\displaystyle L(H)} bzgl. der schwachen Topologie wegen fehlender Reflexivität nicht kompakt ist, spielt diese Topologie nur eine untergeordnete Rolle. Viele Autoren meinen mit schwacher Topologie daher auch die unten vorgestellte schwache Operatortopologie.

## Starke Operatortopologie

### Halbnormen
Die starke Operatortopologie (engl. SOT = strong operator topology) ist die Topologie der punktweisen Normkonvergenz, sie wird durch die Halbnormen
{\displaystyle p_{x}(A):=\|Ax\|,\quad x\in H}
erzeugt.

### Eigenschaften
Die Multiplikation {\displaystyle L(H)\times L(H)\rightarrow L(H),\,(A,B)\mapsto AB} ist nicht SOT-stetig. Die Multiplikation wird SOT-stetig, wenn der linke Faktor beschränkt bleibt. Insbesondere ist die Multiplikation SOT-folgenstetig, denn jede SOT-konvergente Folge ist nach dem Satz von Banach-Steinhaus beschränkt.
Die Involution {\displaystyle L(H)\rightarrow L(H),\,A\mapsto A^{*}} ist nicht SOT-stetig. Ist zum Beispiel {\displaystyle S} der unilaterale Shiftoperator, so ist {\displaystyle (S^{n})^{*}{\xrightarrow[{n\to \infty }]{}}0} bzgl. SOT, aber die Folge {\displaystyle (S^{n})_{n\in \mathbb {N} }} konvergiert nicht in SOT gegen 0. Aber die Einschränkung der Involution auf die Menge aller normalen Operatoren ist SOT-stetig. 
Die abgeschlossenen Normkugeln sind SOT-vollständig, {\displaystyle L(H)} ist SOT-quasivollständig und SOT-folgenvollständig. Die Einheitskugel ist nicht SOT-kompakt ({\displaystyle H} unendlichdimensional, wie in diesem Artikel angenommen).

## Schwache Operatortopologie

### Halbnormen
Die schwache Operatortopologie (engl. WOT = weak operator topology) ist die Topologie der punktweisen schwachen Konvergenz, das heißt, sie ist durch die Halbnormen
{\displaystyle p_{x,y}(A):=|\langle Ax,y\rangle |,\quad x,y\in H}
definiert.

### Eigenschaften
Die Multiplikation {\displaystyle L(H)\times L(H)\rightarrow L(H),\,(A,B)\mapsto AB} ist nicht WOT-stetig, hingegen sind die einseitigen Multiplikationen, das heißt die Abbildungen {\displaystyle A\mapsto AB} und {\displaystyle A\mapsto BA} für festes {\displaystyle B\in L(H)}, WOT-stetig.
Die Involution {\displaystyle L(H)\rightarrow L(H),\,A\mapsto A^{*}} ist  WOT-stetig.
Die wohl wichtigste Eigenschaft ist die WOT-Kompaktheit der Einheitskugel und damit jeder Kugel mit endlichem Radius. Ist {\displaystyle H} separabel, so sind die Kugeln zusätzlich metrisierbar.
Die WOT-stetigen linearen Funktionale auf {\displaystyle L(H)} sind genau die Funktionale der Form {\displaystyle \textstyle L(H)\rightarrow \mathbb {C} ,\,A\mapsto \sum _{i=1}^{n}\langle Ax_{i},y_{i}\rangle } für endliches {\displaystyle n} und {\displaystyle x_{1},\ldots ,x_{n},y_{1},\ldots ,y_{n}\in H}. Das sind auch genau die SOT-stetigen Funktionale, weshalb sich aus dem Trennungssatz ergibt, dass die WOT-Abschlüsse und SOT-Abschlüsse konvexer Mengen übereinstimmen.

## Starke*-Operatortopologie

### Halbnormen
Nach Obigem ist die Involution stetig bzgl. WOT und bzgl. der Normtopologie, nicht aber für die dazwischen liegende SOT. Diesem Mangel kann durch Übergang zur starken*-Operatortopologie SOT* begegnet werden. Dazu betrachtet man die Topologie, die durch die Halbnormen 
{\displaystyle p_{x}(A):=\|Ax\|+\|A^{*}x\|,\quad x\in H}
erzeugt wird.

### Eigenschaften
Ist {\displaystyle 0<r<\infty } und bezeichnet {\displaystyle L(H)_{r}} die Kugel um 0 mit Radius {\displaystyle r} in {\displaystyle L(H)}, so ist die eingeschränkte Multiplikation
{\displaystyle L(H)_{r}\times L(H)_{r}\rightarrow L(H),\quad (A,B)\mapsto AB}
SOT*-stetig. Nach Konstruktion ist auch die Involution SOT*-stetig.
Ferner ist ein lineares Funktional auf {\displaystyle L(H)} genau dann SOT*-stetig, wenn es WOT-stetig ist.

## Ultraschwache Topologie

### Halbnormen
Die ultraschwache Topologie, von manchen Autoren auch {\displaystyle \sigma }-schwache Topologie genannt, ist die schwach-*-Topologie der Dualität {\displaystyle N(H)'\cong L(H)}, wobei {\displaystyle N(H)} der Raum der Spurklasseoperatoren sei und die Dualität bekanntlich durch {\displaystyle \varphi _{T}(A):=\mathrm {Spur} (TA),\,T\in N(H),A\in L(H)} gegeben ist. Die Topologie wird durch die Halbnormen
{\displaystyle p_{(x_{n})_{n},(y_{n})_{n}}(A):=|\sum _{n=1}^{\infty }\langle Ax_{n},y_{n}\rangle |,\quad (x_{n})_{n},(y_{n})_{n}} Folgen in {\displaystyle H} mit  {\displaystyle \sum _{n=1}^{\infty }\|x_{n}\|^{2}<\infty }, {\displaystyle \sum _{n=1}^{\infty }\|y_{n}\|^{2}<\infty }
erzeugt.

### Eigenschaften
Da es sich um eine schwach-*-Topologie handelt, ist die Einheitskugel nach dem Satz von Banach-Alaoglu ultraschwach kompakt. Sie stimmt auf jeder beschränkten Menge mit der WOT überein, ist aber auf {\displaystyle L(H)} echt feiner als WOT.
Wie bei der WOT sind die Involution und die einseitigen Multiplikationen ultraschwach stetig.
Für beschränkte Funktionale {\displaystyle f} auf {\displaystyle L(H)} sind folgende Aussagen äquivalent:
- {\displaystyle f} ist ultraschwach stetig
- Die Einschränkung von {\displaystyle f} auf die Einheitskugel ist WOT-stetig
- Es gibt einen Spurklasseoperator {\displaystyle T\in N(H)} mit {\displaystyle f(A)=\mathrm {Spur} (TA)} für alle {\displaystyle A\in L(H)}
- Ist {\displaystyle (A_{i})_{i}} ein beschränktes und monoton wachsendes Netz selbstadjungierter Operatoren mit Supremum {\displaystyle A\in L(H)}, so ist {\displaystyle \textstyle \lim _{i\in I}f(A_{i})=f(A)}.

## Ultrastarke Topologie

### Halbnormen
Die hier zu definierende ultrastarke Topologie, die auch unter dem Namen {\displaystyle \sigma }-starke Topologie bekannt ist, steht zur ultraschwachen Topologie in einem analogen Verhältnis wie die SOT zur WOT. Die definierenden Halbnormen sind
{\displaystyle p_{(x_{n})_{n}}(A):=\left(\sum _{n\in \mathbb {N} }\|Ax_{n}\|^{2}\right)^{1/2},\quad (x_{n})_{n}} Folge in {\displaystyle H} mit  {\displaystyle \sum _{n=1}^{\infty }\|x_{n}\|^{2}<\infty }.

### Eigenschaften
Wie bei der SOT ist die Multiplikation nicht ultrastark stetig, sie wird aber ultrastark-stetig, wenn der linke Faktor beschränkt bleibt. Die Involution ist nicht ultrastark-stetig.
Die ultrastarke Topologie stimmt auf jeder beschränkten Menge mit der SOT überein, ist aber auf {\displaystyle L(H)} echt feiner als SOT.
Die ultrastark-stetigen linearen Funktionale auf {\displaystyle L(H)} stimmen mit den ultraschwach-stetigen linearen Funktionalen überein, insbesondere haben konvexe Mengen übereinstimmende ultrastarke und ultraschwache Abschlüsse.

## Ultrastarke*-Topologie

### Halbnormen
In Analogie zur SOT* wird die ultrastarke*-Topologie durch folgendes System von Halbnormen definiert:
{\displaystyle p_{(x_{n})_{n}}(A):=\left(\sum _{n=1}^{\infty }\|Ax_{n}\|^{2}+\sum _{n=1}^{\infty }\|A^{*}x_{n}\|^{2}\right)^{1/2}\,\quad (x_{n})_{n}} Folge in {\displaystyle H} mit  {\displaystyle \sum _{n=1}^{\infty }\|x_{n}\|^{2}<\infty }.

### Eigenschaften
Die ultrastarke*-Topologie stimmt auf beschränkten Mengen mit der SOT*-Topologie überein, die eingeschränkte Multiplikation {\displaystyle L(H)_{r}\times L(H)_{r}\rightarrow L(H),\quad (A,B)\mapsto AB} ist ultrastark*-stetig, ebenso ist definitionsgemäß die Involution ultrastark*-stetig. Ferner ist ein lineares Funktional auf {\displaystyle L(H)} genau dann ultrastark*-stetig, wenn es ultraschwach stetig ist.
Auf beschränkten Mengen stimmen die SOT* und die ultrastarke* Topologie mit der Mackey-Topologie überein, letztere ist die feinste lokalkonvexe Topologie, die dieselben stetigen linearen Funktionale hat wie die ultraschwache Topologie.